# Максимчук Ганна Михайлівна
Ганна Михайлівна Максимчук (1928, село Зелена, тепер Надвірнянського району Івано-Франківської області — 11 травня 1997, місто Надвірна Івано-Франківської області) — українська радянська діячка, вчителька Надвірнянської семирічної школи № 1 Станіславської (Івано-Франківської) області. Депутат Верховної Ради УРСР 3-го скликання.

## Життєпис
Народилася в родині лісоруба. Закінчила семирічну школу у селі Зелена Надвірнянського району та Надвірнянську середню школу. У 1950 році закінчила Станіславський учительський інститут.
З вересня 1950 року — вчителька української мови та літератури неповної середньої школи села Пнів Надвірнянського району Станіславської області. З 1951 року — вчителька української мови та літератури Надвірнянської семирічної (неповної середньої) школи № 1 Надвірнянського району Станіславської (Івано-Франківської) області.
Померла 11 травня 1997 року. Похована на міському цвинтарі міста Надвірна Івано-Франківської області.